# ريشليو - دروو (مترو باريس)
ريشليو - دروو (بالفرنسية: Richelieu – Drouot)‏ هي محطة مترو تابعة لمترو باريس تقع في فرنسا في الدائرة الثانية في باريس.[بحاجة لمصدر]